# Jan Šejna
Jan Šejna, do angličtiny někdy přepisován jako Sejna, (12. května 1927 v Radhosticích – 23. srpna 1997 v New Yorku) byl československý politik a generál, působící v komunistickém Československu. Na začátku „pražského jara“ v roce 1968 ztratil svůj vliv a před zatčením pro hospodářskou kriminalitu utekl do USA, kde pracoval pro CIA. Právě pro svoji kriminální činnost, spojenou mimo jiné s dodáváním nedostatkového jetelového osiva do JZD, získal přezdívku Semínkový generál.

## Mládí
Šejna se narodil v Radhosticích na Prachaticku. Jeho rodiče byli drobní zemědělci. Studoval gymnázium ve Strakonicích, ale studium nedokončil. Do konce války proto pracoval jako zemědělský dělník. V době války byl měsíc vězněn v Klatovech, neboť si vyrobil falešnou legitimaci úředníka cenové kontroly a vydíral živnostnici Marii Kuklovou kvůli potravinovým lístkům. Tvrzení, že v té době udával gestapu, jsou pravděpodobně nepravdivá. Po válce se s rodiči přestěhoval do pohraničí.
V roce 1946 vstoupil Šejna do KSČ. Rok po komunistickém převratu se stává zemědělským tajemníkem v Horšovském Týně.

## Politická a armádní kariéra po roce 1948
Šejnova kariéra byla velmi strmá. Během necelých dvaceti let se vypracoval ze zemědělského dělníka na nejmladšího generála v armádě. V roce 1950 narukoval na vojnu k 63. ženijnímu pluku do Terezína. Brzy se projevil jako schopný politický agitátor. Rozhodl se zůstat v armádě a stal se zástupcem velitele pro věci politické.
Ve volbách roku 1954 byl zvolen za KSČ do Národního shromáždění ČSR ve volebním obvodu Ústí nad Labem. Mandát získal za KSČ i ve volbách v roce 1960 (nyní již jako poslanec Národního shromáždění ČSSR za Severočeský kraj) a volbách v roce 1964. V parlamentu setrval do roku 1968, kdy byl zbaven mandátu. K roku 1954 se profesně uvádí jako major ČSLA.
X. sjezd KSČ ho zvolil za kandidáta Ústředního výboru Komunistické strany Československa. Pracoval jako zástupce velitele pro věci politické u ženijního vojska na MNO. O rok později (1955) byl povýšen na podplukovníka.
V roce 1953 po smrti prezidenta Gottwalda velmi tvrdě kritizoval Gottwaldova zetě a ministra národní obrany Alexeje Čepičku. Poté, kdy na post ministra národní obrany nastoupil Bohumír Lomský, stal se Šejna náčelníkem ministrova sekretariátu. V roce 1956 si všiml Šejny i Antonín Novotný. Prohlásil, že jediný Šejna mu podával pravdivé informace o situaci v armádě. Šejna se stal blízkým přítelem prezidentova syna. V roce 1964 se stal vedoucím tajemníkem hlavního výboru KSČ na ministerstvu národní obrany.

## Útěk do zahraničí
V lednu 1968 ztratil vliv jeho ochránce, Antonín Novotný, kterého v pozici prvního tajemníka KSČ vystřídal Dubček. Rozběhlo se vyšetřování rozsáhlého obohacování a spekulací s jetelovým semenem. Mezi podezřelými byl i generál Šejna. V únoru 1968 byl zatčen pro podezření z hospodářské kriminality Šejnův spolupracovník generál pplk. Jaroslav Moravec a také bývalý vojenský funkcionář ÚV KSČ generál Miroslav Mamula. Na základě Mamulovy výpovědi byl vojenskou prokuraturou vydán zatykač i na Šejnu. Generálu Šejnovi tak hrozila nejenom ztráta jeho postavení, ale i vězení. Rozhodl se proto společně se svým synem a mladou milenkou k emigraci.
V noci z 25. na 26. února 1968 překročil s využitím své poslanecké imunity hranice a s diplomatickým pasem se přes Maďarsko a Jugoslávii dostal do Itálie, kde se přihlásil americkým vojenským úřadům. Úspěšně požádal Spojené státy o politický azyl. Historik Jan Rychlík jej hodnotí jako zloděje, nikoliv politického uprchlíka. Přesto, že Československo a USA měly dohodu o vydávání zločinců platnou od 20. let 20. století, odmítly Spojené státy Šejnu vydat, protože mezitím americkým úřadům sdělil důležité informace zpravodajského vojenského charakteru týkající se Československa a Varšavské smlouvy.
Jedním z důsledků tohoto činu byl i definitivní pád Antonína Novotného, který opustil 22. března 1968 i post prezidenta republiky. Šejnova aféra tak byla katalyzátorem politických změn v Československu. 4. března 1968 byla po dvaceti letech komunistické vlády zrušena předběžná cenzura. Tentýž den byla uveřejněna informace o Šejnově útěku (generál se v tu dobu nacházel ještě v Itálii). Osvobozená média o této aféře zevrubně informovala. Šejna byl 29. března 1968 dodatečně zbaven funkcí v parlamentu.

## Po útěku
Po Šejnově útěku přijalo Národní shromáždění kuriózní "lex Šejna" (zákonné opatření č. 39/1968 Sb.) o ztrátě funkce poslance NS, v němž bylo v jediném paragrafu stanoveno, že "poslanec, u něhož vyslovilo NS souhlas k trestnímu stíhání a uvalení vazby a který se vyhnul tomuto stíhání útěkem do ciziny, ztrácí funkci". Zákon byl přijat proto, že tehdejší Národní shromáždění nevidělo jinou reálnou možnost, jak jej zbavit mandátu.
Dále byly sestaveny dvě komise, které zkoumaly politické souvislosti případu, Šejnovu hospodářskou kriminalitu a to, jaké škody vznikly jeho útěkem do Spojených států. Nebylo jasné, zda s sebou Šejna nevzal i utajované vojenské dokumenty, ke kterým měl ve své funkci přístup.
Šejna v USA pracoval do roku 1976 pro CIA. V roce 1982 vyšly Šejnovy paměti, ve kterých vedle celkem věrohodných podrobností ze zákulisí režimu uvádí řadu sporných tvrzení. Nejdiskutovanější je pravděpodobně tvrzení, že se Československo podílelo na pokusech s americkými zajatci v Koreji a ve Vietnamu. Šetření ÚDV v této věci ale takovou účast nepotvrdilo.

## Citáty

### O Šejnovi
- Šejnu je třeba hodnotit jako prototyp prospěcháře a intrikána vychovaného komunistickou stranou.
–Jan Kalous: Resumé  a zpráva ÚVD „Generál Jan Šejna – předmět zájmu vojenské kontrarozvědky“

- …Myslím, že Pražské jaro bez Šejnovy aféry by zdaleka nebylo úplné…
…Existuje-li nějaký „spor o Šejnu”, pak se zřejmě týká právě výkladu jeho tvrzení, se kterými během svého vytěžování přišel. Kromě toho, že je zpracoval v několika svých textech Joseph Douglass, vyšly v roce 1982 také Šejnovy paměti pod názvem We Will Bury You. Šejna v nich kromě řady vcelku věrohodných podrobností ze zákulisí režimu Antonína Novotného uvádí také řadu tvrzení. Například že byl už delší dobu před zadržením americké špionážní lodi Pueblo v Pacifiku informován Sověty o přípravě takové akce, že Sověti postupují podle údajného „dlouhodobého strategického plánu” na světové vítězství komunismu, atd.
Zřejmě nejvážnějším a nejdiskutovanějším je jeho tvrzení o československé účasti na pokusech s americkými zajatci v Koreji a ve Vietnamu. Naposledy jej opakoval při slyšení před senátním podvýborem nedlouho před svou smrtí…
–Karel Sieber, „Jan Šejna“ – třetí kulatý stůl PWSV, únor 2003

### O Šejnovi a ÚDV
- …ať už v článcích západního tisku, v memoárech We Will Bury You, v Douglassově knize Red Cocain nebo ve svědectví před kongresovým výborem si Šejna zoufale vymýšlel, někdy tak pitomě, že nad tím zůstává rozum stát. Douglass, který Šejnu po jistou dobu po jeho útěku vyslýchal, lžím „semínkového generála“ zcela nekriticky podlehl a navíc je ještě zřetelně dezinterpretoval. Šejnovo svědectví můžeme snad brát vážně tam, kde hovoří o poměrech v československé stranické elitě (protože na důvěrných vztazích s touto elitou založil svou kariéru), naprosto nedůvěryhodný je však tam, kde se rozbíhá k popisu sovětské strategie – například ve We Will Bury You na jednom místě (str. 151) hovoří o sovětském plánu na infiltraci australských ozbrojených sil a následném využití Austrálie pro pronikání do Asie. Smyšlenky o osudu amerických zajatců, který byl a je ve Spojených státech mimořádně horkým tématem, nejspíš Šejna pokládal za způsob, jak zaujmout své vytěžovatele.
Co do nedůvěry k Šejnovým žvástům tedy nejsme s ÚDV ve sporu – jde ale o to, jakým způsobem se při jejich ověřování interpretují jiné prameny. Respektive neinterpretují…
–Karel Sieber: Recenze: Sborníky Securitas Imperii – ÚDV mezi kriminalistikou, dokumentaristikou a historií